# Dyane
Dyane è una suddivisione dell'India, classificata come census town, di 24.837 abitanti, situata nel distretto di Nashik, nello stato federato del Maharashtra. In base al numero di abitanti la città rientra nella classe III (da 20.000 a 49.999 persone).

## Geografia fisica
La città è situata a 20° 34' 42 N e 74° 30' 35 E.

## Società

### Evoluzione demografica
Al censimento del 2001 la popolazione di Dyane assommava a 24.837 persone, delle quali 12.764 maschi e 12.073 femmine. I bambini di età inferiore o uguale ai sei anni assommavano a 4.971, dei quali 2.563 maschi e 2.408 femmine. Infine, coloro che erano in grado di saper almeno leggere e scrivere erano 14.288, dei quali 8.112 maschi e 6.176 femmine.